# 皆殺しのスキャット
『皆殺しのスキャット』（みなごろしのスキャット）は、1970年12月5日に日本で公開されたアクション映画、監督は森一生、主演は松方弘樹。ダイニチ映配による配給作品。なお大映が倒産したことから、東映からレンタルされる形で大映に在籍していた松方弘樹最後の大映製作映画への出演となった。

## 配役
- 松方弘樹 : 伊集院猛
- 南美川洋子 : 早坂圭子
- 峰岸隆之介 : シャチ
- 笠原玲子 : 織江
- 穂高稔 : 伊集院勇
- 南祐輔 : 大崎
- 田中真理 : アケミ
- 伊吹新吾 : 正夫
- 早川雄三 : 早坂
- 伊東光一 : 滝口
- 橋本力 : 磯田
- 黒木現 : 清三
- 山口幸生 : 藤田
- 飯田覚三 : 伊集院昇平
- 和田正信 : 広沢
- 四條公彦 : 徹也
- 芝田総二 : 親分
- 里見潤 : ハイジャック
- 上原寛二 : 殺し屋
- 暁新二郎 : 殺し屋
- 大林一夫 : 警官
- 伴勇太郎 : 吉川
- 南条新太郎 : 親分
- 成田三樹夫 : 佃

## スタッフ
- 監督：森一生
- 脚本：高岩肇、安本莞二
- 撮影：今井ひろし
- 音楽：菊池俊輔
- 企画 : 仲野和正
- 美術 : 太田誠一
- 助監督 : 大洲斉

## 併映作品
- 『ネオン警察 女は夜の匂い』: 野村孝監督